# آنتونی گرین‌والد
آنتونی گرین‌والد (انگلیسی: Anthony Greenwald) یک متخصص روان‌شناسی اجتماعی، پژوهشگر و استاد دانشگاه واشینگتن اهل ایالات متحده آمریکا است.
او دانش‌آموختهٔ دانشگاه ییل و دانشگاه هاروارد و از اعضای انجمن روان‌شناسی آمریکا است و بابت پژوهش‌های مهمش، برندهٔ جایزهٔ «دانشمند پژوهش‌گر» از مؤسسه ملی سلامت روان شده‌است.